# Cayriech
Cayriech est une commune française située dans le nord-est du département de Tarn-et-Garonne, en région Occitanie.
Sur le plan géologique, historique et culturel, la commune est dans le causse de Caylus, au sud du causse de Limogne, occupant une situation de carrefour à la limite du Quercy et du Rouergue.
Exposée à un climat océanique altéré, elle est drainée par la Lère, le ruisseau de Tapon et par un autre cours d'eau.
Cayriech est une commune rurale qui compte 273 habitants en 2022, après avoir connu une forte hausse de la population depuis 1975.  Ses habitants sont appelés les Cayriéchais ou  Cayriéchaises.

## Géographie

### Localisation
La commune est située dans le Quercy sur le causse de Caylus, entre Puylaroque et Septfonds, sur la Lère.

### Communes limitrophes
Les communes limitrophes sont  Caussade, Lapenche, Puylaroque, Saint-Georges et Septfonds.
|          | Puylaroque |               |
| Lapenche | Cayriech   | Saint-Georges |
| Caussade | Septfonds  |               |

### Géologie et relief
Des formations calcaires secondaires s'étendent à l'est du village. On y observe des reliefs tabulaires où la roche est omniprésente et la végétation clairsemée.
Des témoins du quaternaire apparaissent dans la vallée creusée au détriment des calcaires jurassiques. Ils s'étagent en gradins sur les versants de la vallée en aval de Cayriech. Ce sont les vestiges des couloirs alluviaux successifs façonnés par les divagations de la rivière,.

### Hydrographie

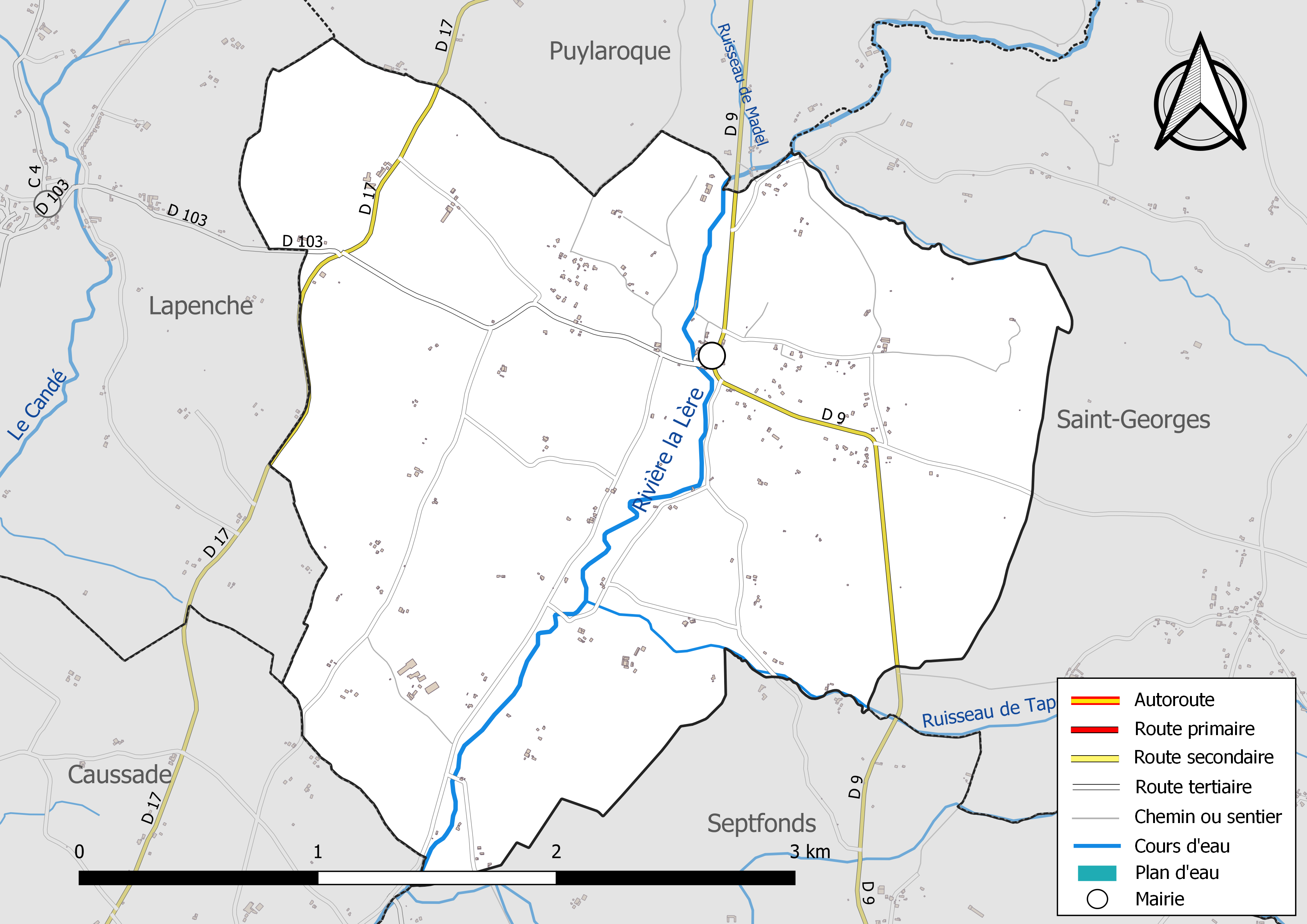
Réseaux hydrographique et routier de Cayriech.

La commune est dans le bassin versant de la Garonne, au sein du bassin hydrographique Adour-Garonne. Elle est drainée par la Lère, le ruisseau de Tapon et par un petit cours d'eau, constituant un réseau hydrographique de 5 km de longueur totale,.
La Lère, d'une longueur totale de 45,1 km, prend sa source dans la commune de Saillac et s'écoule du nord-est au sud-ouest. Elle traverse la commune et se jette dans l'Aveyron à Albias, après avoir traversé 14 communes.

### Climat
Pour des articles plus généraux, voir Climat de l'Occitanie et Climat de Tarn-et-Garonne.
En 2010, le climat de la commune est de type climat océanique dégradé des plaines du Centre et du Nord, selon une étude du Centre national de la recherche scientifique s'appuyant sur une série de données couvrant la période 1971-2000. En 2020, Météo-France publie une typologie des climats de la France métropolitaine dans laquelle la commune est exposée à un climat océanique altéré et est dans la région climatique Aquitaine, Gascogne, caractérisée par une pluviométrie abondante au printemps, modérée en automne, un faible ensoleillement au printemps, un été chaud (19,5 °C), des vents faibles, des brouillards fréquents en automne et en hiver et des orages fréquents en été (15 à 20 jours).
Pour la période 1971-2000, la température annuelle moyenne est de 12,8 °C, avec une amplitude thermique annuelle de 15,6 °C. Le cumul annuel moyen de précipitations est de 798 mm, avec 10,1 jours de précipitations en janvier et 5,9 jours en juillet. Pour la période 1991-2020, la température moyenne annuelle observée sur la station météorologique de Météo-France la plus proche, « Caylus », sur la commune de Caylus à 13 km à vol d'oiseau, est de 13,0 °C et le cumul annuel moyen de précipitations est de 799,0 mm. 
La température maximale relevée sur cette station est de 41,7 °C, atteinte le 23 août 2023 ; la température minimale est de −14,7 °C, atteinte le 10 février 2012,,.
Les paramètres climatiques de la commune ont été estimés pour le milieu du siècle (2041-2070) selon différents scénarios d'émission de gaz à effet de serre à partir des nouvelles projections climatiques de référence DRIAS-2020. Ils sont consultables sur un site dédié publié par Météo-France en novembre 2022.

### Milieux naturels et biodiversité
Aucun espace naturel présentant un intérêt patrimonial n'est recensé sur la commune dans l'inventaire national du patrimoine naturel,,.

## Urbanisme

### Typologie
Au 1er janvier 2024, Cayriech est catégorisée commune rurale à habitat dispersé, selon la nouvelle grille communale de densité à sept niveaux définie par l'Insee en 2022.
Elle est située hors unité urbaine et hors attraction des villes,.

### Occupation des sols
L'occupation des sols de la commune, telle qu'elle ressort de la base de données européenne d’occupation biophysique des sols Corine Land Cover (CLC), est marquée par l'importance des territoires agricoles (89,5 % en 2018), une proportion identique à celle de 1990 (89,5 %). La répartition détaillée en 2018 est la suivante : 
prairies (46,3 %), zones agricoles hétérogènes (22,2 %), terres arables (21 %), forêts (10,5 %). L'évolution de l’occupation des sols de la commune et de ses infrastructures peut être observée sur les différentes représentations cartographiques du territoire : la carte de Cassini (XVIIIe siècle), la carte d'état-major (1820-1866) et les cartes ou photos aériennes de l'IGN pour la période actuelle (1950 à aujourd'hui).

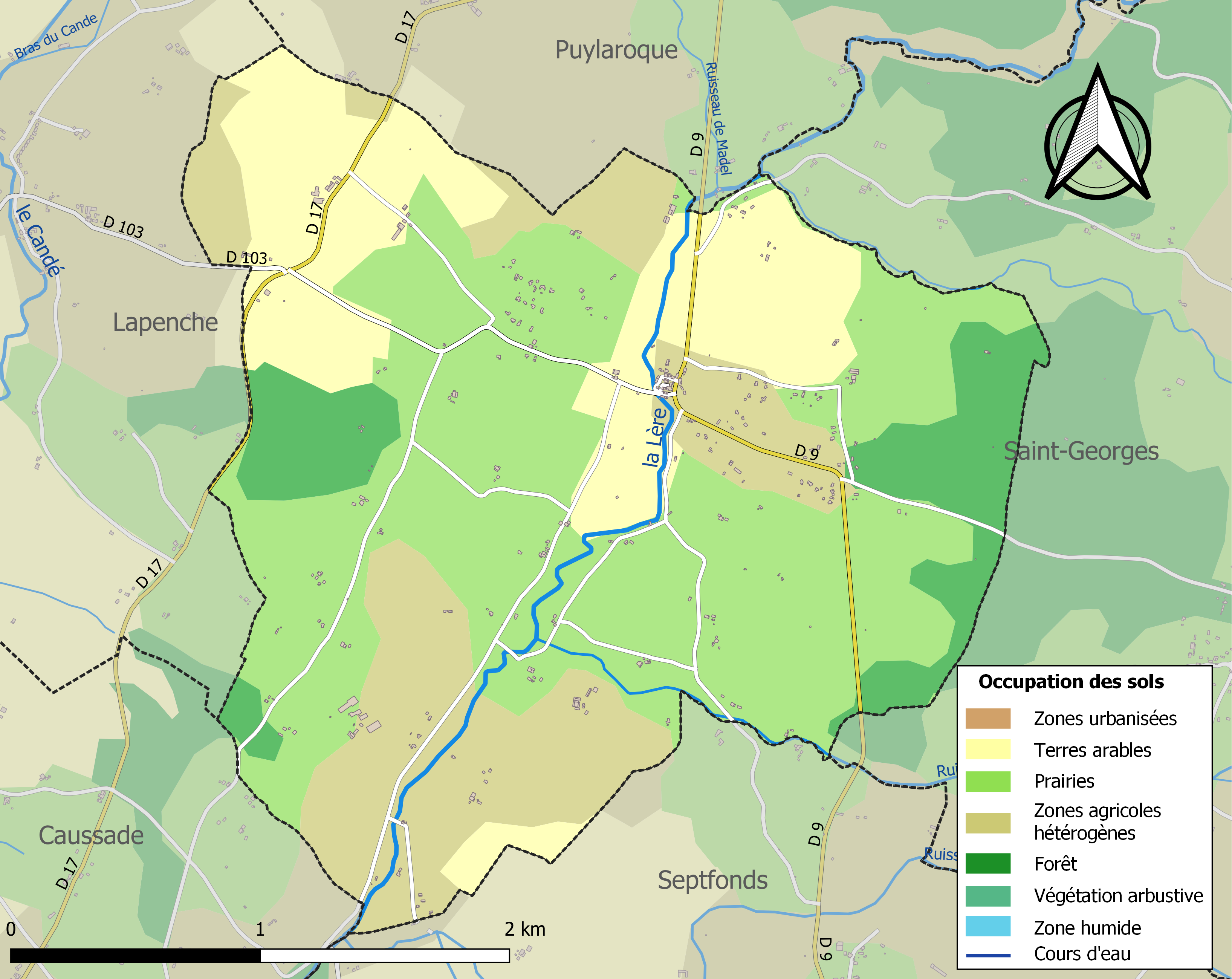
Carte des infrastructures et de l'occupation des sols de la commune en 2018 (CLC).

### Risques majeurs
Le territoire de la commune de Cayriech est vulnérable à différents aléas naturels : météorologiques (tempête, orage, neige, grand froid, canicule ou sécheresse), inondations, mouvements de terrains et séisme (sismicité très faible). Il est également exposé à un risque technologique,  le transport de matières dangereuses. Un site publié par le BRGM permet d'évaluer simplement et rapidement les risques d'un bien localisé soit par son adresse soit par le numéro de sa parcelle.

#### Risques naturels
Certaines parties du territoire communal sont susceptibles d’être affectées par le risque d’inondation par débordement de cours d'eau, notamment la Lère. La cartographie des zones inondables en ex-Midi-Pyrénées réalisée dans le cadre du XIe Contrat de plan État-région, visant à informer les citoyens et les décideurs sur le risque d’inondation, est accessible sur le site de la DREAL Occitanie. La commune a été reconnue en état de catastrophe naturelle au titre des dommages causés par les inondations et coulées de boue survenues en 1982, 1992, 1999, 2011 et 2021,.
Cayriech est exposée au risque de feu de forêt. Le département de Tarn-et-Garonne présentant toutefois globalement un niveau d’aléa moyen à faible très localisé, aucun Plan départemental de protection des forêts contre les risques d’incendie de forêt (PFCIF) n'a été élaboré. Le débroussaillement aux abords des maisons constitue l’une des meilleures protections pour les particuliers contre le feu,.

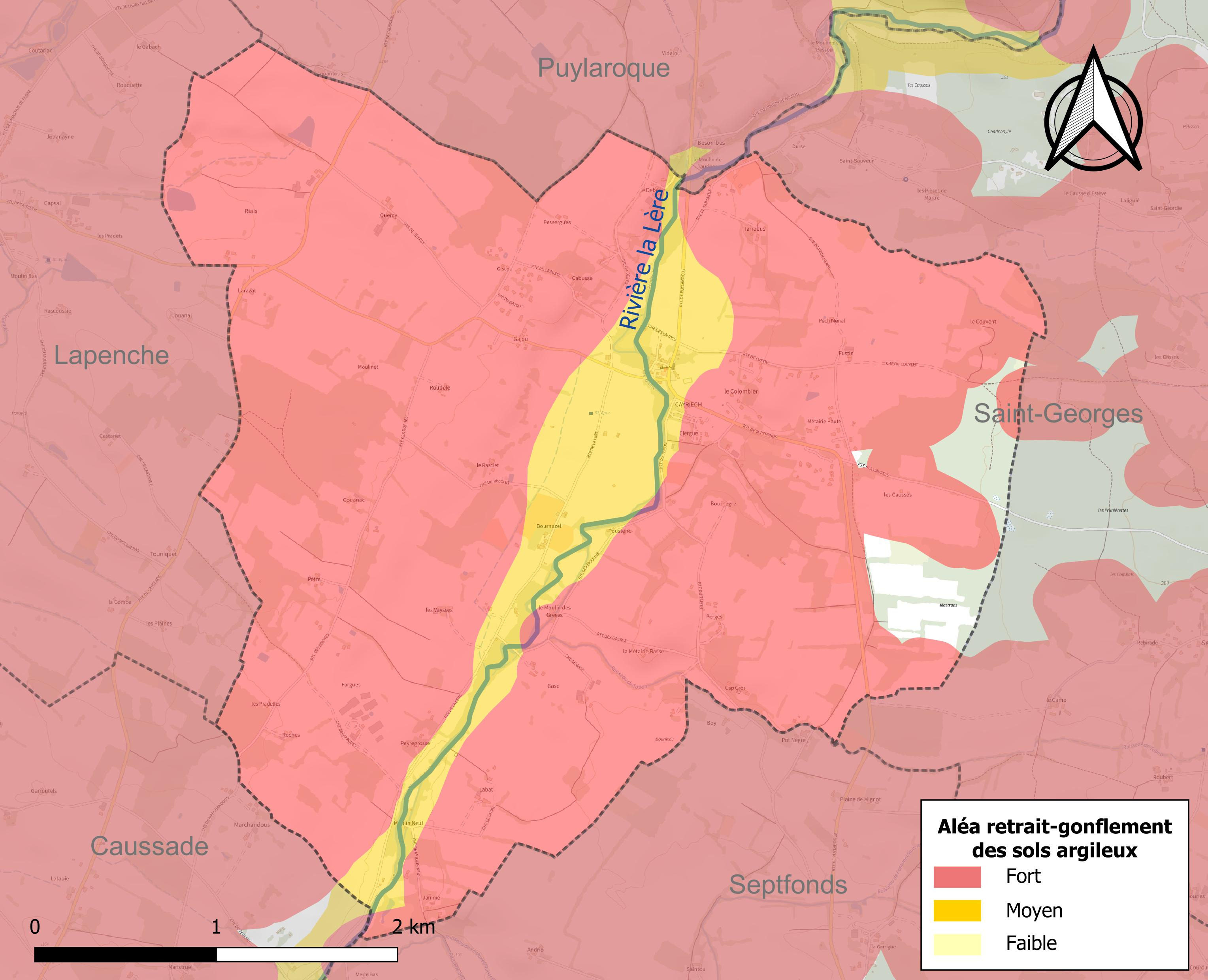
Carte des zones d'aléa retrait-gonflement des sols argileux de Cayriech.

Les mouvements de terrains susceptibles de se produire sur la commune sont des tassements différentiels.
Le retrait-gonflement des sols argileux est susceptible d'engendrer des dommages importants aux bâtiments en cas d’alternance de périodes de sécheresse et de pluie. 96,6 % de la superficie communale est en aléa moyen ou fort (92 % au niveau départemental et 48,5 % au niveau national). Sur les 139 bâtiments dénombrés sur la commune en 2019, 139 sont en aléa moyen ou fort, soit 100 %, à comparer aux 96 % au niveau départemental et 54 % au niveau national. Une cartographie de l'exposition du territoire national au retrait gonflement des sols argileux est disponible sur le site du BRGM,.
Par ailleurs, afin de mieux appréhender le risque d’affaissement de terrain, l'inventaire national des cavités souterraines permet de localiser celles situées sur la commune.
Concernant les mouvements de terrains, la commune a été reconnue en état de catastrophe naturelle au titre des dommages causés par la sécheresse en 1989, 2003 et 2009 et par des mouvements de terrain en 1999.

#### Risques technologiques
Le risque de transport de matières dangereuses sur la commune est lié à sa traversée par des infrastructures routières ou ferroviaires importantes ou la présence d'une canalisation de transport d'hydrocarbures. Un accident se produisant sur de telles infrastructures est susceptible d’avoir des effets graves sur les biens, les personnes ou l'environnement, selon la nature du matériau transporté. Des dispositions d’urbanisme peuvent être préconisées en conséquence.

## Toponymie
L'étymologie du nom « Cayriech » reste douteuse. Cependant, les formes écrites anciennes : Cairego puis Cairiech nous mènent au radical cair-. On pourrait le rapprocher du pré-indo-européen car : rocher ou du latin quadrum qui a donné l'occitan caire avec le sens de « lieu retiré ». Ce mot servait aussi à désigner un château fort. Effectivement, depuis l'époque carolingienne  et jusque vers 1620, Cayriech était une agglomération entourée de fortifications de terre et d'un fossé qui délimitaient un secteur ovale d'un hectare. Ce genre de fortifications était considéré comme des places fortes au Moyen Âge. Il semblerait même qu'une motte et un donjon furent édifiés dans l'enclos au XIIe siècle,.
La mention la plus ancienne de Cayriech date de 1262 (Cairegio) dans les Enquêtes administratives d'Alphonse de Poitiers, comte de Toulouse (1220-1271).

## Histoire

### Préhistoire
L' Homo Erectus, ancêtre de l' Homo Sapiens, au Paléolithique inférieur (la phase la plus ancienne du Paléolithique), a été repéré sur les lambeaux des terrasses de la Lère. Il s'agit de gisements de surface. L' Homo Erectus connaissait le feu et fabriquait des outils à partir des galets de la rivière,.

### Âge du fer
Au second âge du fer (420 av. J.-C.-52 av. J.-C.), la commune actuelle était située sur le territoire des Cadurques. Ce sont eux qui donneront leur nom au Quercy. C'est Jules César, dans sa Guerre des Gaules, qui nous renseigne sur l'identité de ce peuple gaulois. Il s'agit d'un peuple venu d'Allemagne moyenne.

### Époque gallo-romaine
À l'époque gallo-romaine (52 av. J.-C.-476), des villae (riche habitat d'un propriétaire terrien) étaient installées au cœur des terroirs fertiles, sources de revenus importants. Elles étaient nombreuses dans la vallée de la Lère. Il en existait deux sur l'actuelle commune de Cayriech, une à Bournazel, et la seconde à Boys.

### Moyen Âge
Au Xe siècle, le territoire actuel de la commune de Cayriech était situé dans le pagus de Cahors, au croisement de deux axes de communication très empruntés : la vallée de la Lère et le chemin reliant Saint-Antonin-Noble-Val à Belfort-du-Quercy. Les suzerains du lieu étaient le vicomte de Bruniquel et l'abbé de Saint-Antonin. Nous avons la trace de seigneurs de Cayriech vers 1130 dans des textes anglais : la famille De Lautours.
En 1279, Sicard de Cayriech accorde aux habitants des privilèges, franchises et libertés où il est fait mention du baile du seigneur, détenteur du droit de haute, moyenne et basse justice.
En 1401, Jean d'Escayrac de Lauture est co-seigneur de Cayriech. Il se marie le 16 mai 1401 avec Sobirane Deslacs, dame Barave de Dejean. Il mourut le 2 mars 1408. Vint ensuite son fils Thomas qui s'éteignit le 25 juin 1444. Jean-Barthélémy alors co-seigneur avec Astorg Scafredi (vers 1446-1450) trépassa le 29 janvier 1484.

Suivit, vers 1503, Raymond-Barthélémy co-seigneur avec Gaihard du Lac jusqu'aux environs de 1512-1539. Il mourut avant le 28 décembre 1515. Hugues d'Escayrac fut co-seigneur de Cayriech jusqu'à sa mort le 18 août 1573. En 1554, il servait dans la compagnie d'ordonnance du comte de Villars. Il fut remplacé par son fils Charles jusqu'au 26 juillet 1592. Ce dernier fut guidon de la compagnie d'ordonnance d'Ebrard de Saint-Sulpice. Il fit son testament en 1587, avant de partir à la guerre avec Henri III.

Par contrat du 25 mars 1615, Gabriel Descairac  traita avec Jean du Lac seigneur de Boisse et co-seigneur de Cayriech et  lui céda sa portion moyennant la somme de 12 000 livres ; le sieur de Boisse étant devenu seul maître et propriétaire de l'entière place de Cayriech, il en fit vente à Jean Descairac par contrat du 17 aoust 1617 moyennant la somme de 35 600 livres.

### Ancien Régime
Sous l'Ancien Régime, le 30 janvier 1633, nous avons la mention de Jean d'Escayrac comme tenant du fief (jusqu'en 1645). Un bail de location de forge le mentionne ainsi que le forgeron du village : Ramond Doldoire. Ce dernier avait l'autorisation de quêter du blé pour rémunérer son travail d'aiguisage, à la fête de saint Julien (28 août). Il avait pour obligation d'entretenir le ferrage des animaux de labour : bœufs, vaches, chevaux, mulets et ânes ainsi que les instruments aratoires. Une forge existe toujours à Cayriech et le travail servant à maintenir les animaux a été démonté vers 1994. Toujours en 1633, nous trouvons mentionné un meunier nommé Gaillard Raynal. Claude d'Escayrac, fille de Jean et de Marguerite de Vignes, fit entrer la seigneurie entre les mains de Louis de Marsa qu'elle épousa le 25 février 1675.
(Néanmoins le 16 mai 1684 Noble Jean Descayrac est encore dit seigneur de Cayriech dans l'acte (Gendre notaire) par lequel il emprunte 600 livres aux Chartreux de Cahors moyennant une rente annuelle de 33 livres 6 sols 8 deniers, courant encore en 1752 à la charge de son héritière, Dame Descayrac, veuve Dupuy, de Cahors). 

Leur fils vendit en 1710 la terre de Cayriech à Pierre de Lacombe, seigneur de Monteils et de Saint-Georges. Pierre de Lacombe mourut à Strasbourg le 23 septembre 1737 laissant ses domaines à son fils Jean-Baptiste qui les transmit à son tour à Jean-pierre-Paul, attesté en 1758 et mort en 1768. En 1775-1776, Charles François de Lacombe de Montcla était le seigneur de Cayriech. En 1780, c'était Charles-Louis de Lacombe.

### Époque contemporaine
Durant les affrontements liés à la Révolution, l'intendance militaire ordonne une réquisition de bœufs en décembre 1793. Cayriech doit en fournir six qui seront conduits à Montauban.
Un fabricant de chapeaux de Septfonds (Tressens ou Bertrand) installa au village un dépôt de tresses de paille à la fin du XIXe siècle. Les femmes qui avaient des machines chez elles venaient s'y approvisionner pour confectionner des chapeaux.

Les annuaires de 1896 et 1902 mentionnent plusieurs meuniers cayriéchois : Augustin Boyer, François Galand et Laurent Lafont.
Durant la Seconde Guerre mondiale, de nombreux maquis s'étaient organisés dans la région. Il y eut, à Cayriech, le 9 novembre 1943, 16 containers d'armes parachutés, à destination de la 7e compagnie de l'Armée secrète basée au camp de Caylus, à la ferme du Pech Sec. Le terrain de Cayriech avait pour nom d'emprunt « Vauvenargues » et la phrase-message annonçant le parachutage était : « Le piédestal paraît nu ».
Le 22 janvier 1945, Cayriech créa un Comité de libération sous la présidence de Ferdinand Dejean. Les membres étaient Germain Calvet, Frédéric Couderc, Emile Cournède et Maurice Lacassagne.

## Politique et administration

### Rattachements administratifs et électoraux
Commune faisant partie de la communauté de communes du Quercy caussadais et du canton de Quercy-Rouergue (avant le redécoupage départemental de 2014, Cayriech faisait partie de l'ex-canton de Caussade).

### Liste des maires
| Période                                  | Période  | Identité             | Étiquette | Qualité |
| ---------------------------------------- | -------- | -------------------- | --------- | ------- |
| Les données manquantes sont à compléter. |          |                      |           |         |
| avant 1981                               | ?        | André Barthe         |           |         |
| 1989                                     | 2008     | Jeanine Mulpas       | DVG       | ...     |
| 2008                                     | En cours | Jean-Louis Donnadieu | ...       | ...     |

### Politique environnementale
En 2004, un concours européen, baptisé Entente florale, auquel participent douze pays, voit Cayriech emporter une médaille d'or pour la France, dans la catégorie villages.
Cayriech est un village fleuri plusieurs fois distingué. Quatre fleurs et la mention Grand Prix lui ont été accordées au palmarès 2007 du concours des villes et villages fleuris.

## Démographie
L'évolution du nombre d'habitants est connue à travers les recensements de la population effectués dans la commune depuis 1793. Pour les communes de moins de 10 000 habitants, une enquête de recensement portant sur toute la population est réalisée tous les cinq ans, les populations de référence des années intermédiaires étant quant à elles estimées par interpolation ou extrapolation. Pour la commune, le premier recensement exhaustif entrant dans le cadre du nouveau dispositif a été réalisé en 2008.

En 2022, la commune comptait 273 habitants, en évolution de −0,73 % par rapport à 2016 (Tarn-et-Garonne : +3,12 %, France hors Mayotte : +2,11 %).
| 1793 | 1800 | 1806 | 1821 | 1831 | 1836 | 1841 | 1846 | 1851 |
| ---- | ---- | ---- | ---- | ---- | ---- | ---- | ---- | ---- |
| 438  | 419  | 446  | 488  | 421  | 437  | 453  | 464  | 465  |

| 1856 | 1861 | 1866 | 1872 | 1876 | 1881 | 1886 | 1891 | 1896 |
| ---- | ---- | ---- | ---- | ---- | ---- | ---- | ---- | ---- |
| 447  | 423  | 413  | 396  | 372  | 338  | 351  | 330  | 322  |

| 1901 | 1906 | 1911 | 1921 | 1926 | 1931 | 1936 | 1946 | 1954 |
| ---- | ---- | ---- | ---- | ---- | ---- | ---- | ---- | ---- |
| 280  | 275  | 266  | 216  | 192  | 203  | 201  | 152  | 147  |

| 1962 | 1968 | 1975 | 1982 | 1990 | 1999 | 2006 | 2008 | 2013 |
| ---- | ---- | ---- | ---- | ---- | ---- | ---- | ---- | ---- |
| 162  | 165  | 110  | 132  | 132  | 208  | 253  | 266  | 275  |

| 2018 | 2022 | - | - | - | - | - | - | - |
| ---- | ---- | - | - | - | - | - | - | - |
| 279  | 273  | - | - | - | - | - | - | - |

## Économie

### Revenus
En 2018, la commune compte 110 ménages fiscaux, regroupant 275 personnes. La médiane du revenu disponible par unité de consommation est de 20 430 € (20 140 € dans le département).

### Emploi
|                | 2008  | 2013   | 2018   |
| -------------- | ----- | ------ | ------ |
| Commune        | 3,9 % | 6,7 %  | 9,6 %  |
| Département    | 8,4 % | 10,2 % | 10,3 % |
| France entière | 8,3 % | 10 %   | 10 %   |

En 2018, la population âgée de 15 à 64 ans s'élève à 187 personnes, parmi lesquelles on compte 69,5 % d'actifs (59,9 % ayant un emploi et 9,6 % de chômeurs) et 30,5 % d'inactifs,. Depuis 2008, le taux de chômage communal (au sens du recensement) des 15-64 ans est inférieur à celui de la France et du département.
La commune est hors attraction des villes,. Elle compte 25 emplois en 2018, contre 29 en 2013 et 35 en 2008. Le nombre d'actifs ayant un emploi résidant dans la commune est de 114, soit un indicateur de concentration d'emploi de 22 % et un taux d'activité parmi les 15 ans ou plus de 54,3 %.
Sur ces 114 actifs de 15 ans ou plus ayant un emploi, 21 travaillent dans la commune, soit 18 % des habitants. Pour se rendre au travail, 85,1 % des habitants utilisent un véhicule personnel ou de fonction à quatre roues, 3,5 % les transports en commun, 1,8 % s'y rendent en deux-roues, à vélo ou à pied et 9,6 % n'ont pas besoin de transport (travail au domicile).

### Activités hors agriculture
10 établissements sont implantés  à Cayriech au 31 décembre 2019.
Le secteur du commerce de gros et de détail, des transports, de l'hébergement et de la restauration est prépondérant sur la commune puisqu'il représente 30 % du nombre total d'établissements de la commune (3 sur les 10 entreprises implantées  à Cayriech), contre 29,7 % au niveau départemental.

### Agriculture
|               | 1988 | 2000 | 2010 | 2020 |
| ------------- | ---- | ---- | ---- | ---- |
| Exploitations | 17   | 12   | 12   | 9    |
| SAU (ha)      | 451  | 526  | 470  | 344  |

La commune est dans le « Bas-Quercy de Montpezat », une petite région agricole couvrant une bande nord  du département de Tarn-et-Garonne. En 2020, l'orientation technico-économique de l'agriculture  sur la commune est l'élevage d'équidés et/ou d' autres herbivores. Neuf exploitations agricoles ayant leur siège dans la commune sont dénombrées lors du recensement agricole de 2020 (17 en 1988). La superficie agricole utilisée est de 344 ha,,.

## Culture locale et patrimoine

### Lieux et monuments

#### Église Saint-Barthélemy de Cayriech
L'église de Cayriech n'est mentionnée pour la première fois qu'en 1400. Cependant, elle semblerait avoir été créée à l'époque carolingienne et entourée d'un enclos avec quelques maisons. Déjà, elle était dédiée à saint Barthélémy. Barthélémy est un prénom d'origine syrienne qui signifie fils de celui qui suspend les eaux. Il est à noter que Cayriech est situé près de la Lère qui sort régulièrement de son lit, inondant le village. L'église actuelle fut rebâtie après la guerre de Cent Ans (1453). Le plan comprend un chœur à cinq pans et une nef de trois travées inégales, flanquée de deux chapelles. Celle de droite sert de base au clocher : une tour carrée de deux étages. La dédicace de l'église à saint Barthélémy apparaît pour la première fois en 1580 dans le Pouillé du diocèse de Cahors. L'église de Cayriech fut ruinée lors des guerres de Religion (1562-1598). Le curé de Cayriech, de 1645 à 1659, A. Malgoyard, la fit restaurer. On refit la nef en grande partie. Le curé fit aussi orner le chœur de boiseries et installer un tableau de la Crucifixion au-dessus du maître-autel. Celui-ci est actuellement dans la chapelle sud. C'est un tableau votif sur toile avec saint Barthélémy et saint Clair adorant la croix. À l'église de Cayriech existait une dévotion à sent Clar (saint Clair) renommé pour guérir les maux d'yeux. Chaque année, le 1er juin, une procession conduisait les fidèles jusqu'à un calvaire situé sur la route de Septfonds.
Jean-Baptiste Darasse, curé de Cayriech, fit restaurer une nouvelle fois l'église en 1898. Les voûtes furent rétablies sur le modèle des supports anciens qui existaient encore, c'est-à-dire avec pénétration directe.
L'église est de nouveau restaurée en 1969 puis la toiture et le clocher sont repris en 1994.
Le tabernacle (chapelle sud) de l'église, adoré par des anges, date du XVIIIe siècle ainsi que la statue de saint Clair en bois doré (dans le chœur).
- César Cassini (1714-1784), qui entreprit de cartographier la France, indique un prieuré à Cayriech[27]. Il subsiste encore un lieu-dit le Couvent qui conserve un fournil et un puits[63].
Le 20 mars 1785, l'assemblée générale de communauté de Cayriech se préoccupe de construire un pont sur la Lère pour relier le village à la route Puylaroque-Caussade[64].
- Il semble que Cayriech fut réputé pour ses cultures de chanvre[65]. Cette culture nécessitait un apport important de colombine, d'où les nombreux pigeonniers sur la commune. Le dernier tisserand de Cayriech était Alexandre Gros, du Rasclet. Il arrêta de travailler en 1914[66].
- On recense sur la commune cinq moulins dont le moulin de Monèla à environ deux kilomètres en aval du village et celui de Saïgon qui faisait aussi scierie. Seuls deux, appartenant à la famille Alibert, fonctionnaient après 1918 : lo molin Naut (ruiné) et lo molin de las gresas ou molin bas[41].
- Laffont dit lo pifre a tenu une auberge à Cayriech. Elle était réputée pour ses fritures de poissons. Elle avait été ouverte par son grand-père au début du XXe siècle. Les poissons étaient pêchés dans la Lère puis conservés dans un vivier derrière l'auberge. Ce vivier existe toujours. L'auberge ferma vers 1943[67]. Un autre vivier subsiste au bord de la Lère. Il était destiné au curé du village[68].
- Le monument aux morts fut conçu par Bourdoncle, architecte de Montauban. Il a été inauguré le 6 juin 1987[69].
- Le presbytère fut transformé en mairie en 1991 et l'ancienne école en salle polyvalente la même année[29].

### Personnalités liées à la commune
Curés de Cayriech : 
1645-1659 : A. Malgoyard ;
1669-1685 : N. Gibert ;
1692-1706 : François Viniolles ;
1709-1710 : N. Viniolles ;
1726 : Louis Viniole ;
1804-1808 : Antoine Rastelis ;
1808-1815 : N. Ratie ;
1816-1823 : N. Jany ;
1824-12 février 1859 : Pierre Grimal, enterré au cimetière de Cayriech.
La figure locale est Jean-Baptiste Darasse, né à Nevèges le 6 octobre 1826 et mort à Cayriech le 8 ou 9 mars 1906 d'une congestion cérébrale. Il fut le curé du village dès 1864. Il était surnommé « la Cigale de la Lère » pour ses poèmes en occitan publiés dans Le Bulletin catholique. Il est lui aussi enterré au cimetière du village.

## Pour approfondir